# Qiang (langue)
Pour les articles homonymes, voir Qiang.
Le qiang (chinois : 羌 ; pinyin : qiāng) est une langue parlée par le peuple Qiang au nord de la province du Sichuan 四川 en Chine, principalement dans les districts de Mao, Wenchuan, Li, Heishui et Songpan de la préfecture autonome tibétaine et qiang d'Aba, et dans le district autonome qiang de Beichuan dépendant de la ville de Mianyang.
Ces langues sont proches du rGyalrong et du tangoute, mais leur évolution phonétique a rendu difficile leur comparaison. Ces langues n'ont jamais été écrites.
Une partie des locuteurs des dialectes qiang du nord sont classés comme « tibétains » par le gouvernement, car ils ont adopté le bouddhisme tibétain. Les autres pratiquent une forme d'animisme.
Le dernier sanctuaire des pandas, à Wolong 卧隆, se trouve dans un territoire traditionnellement de langue qiang.

## Classification
Les langues qiang appartiennent au groupe qianguique de la famille des langues tibéto-birmanes.
Leurs dialectes sont répartis en deux groupes, le qiang du Nord et le qiang du Sud. Le qiang du nord est parlé par 57 800 personnes en 1999 dans le district de Heishui et dans la circonscription de Chibusu du district de Mao. Le qiang du sud est parlé par 81 300 personnes en 1999 dans le district de Mao en dehors de la circonscription de Chibusu, et dans les districts de Li, Wenchuan et Songpan. Selon certains, les dialectes parlés dans le district de Songpan et la circonscription de Sanlong du district de Mao devraient plutôt être rattachés au qiang du nord.

## Écriture
Historiquement, le qiang ne dispose d'aucun système d'écriture. Ce n'est que vers la fin des années 1980 qu'un groupe de spécialistes qiang développa un tel système, basé sur une variété particulière du dialecte Yadu du qiang du nord ; il fut officiellement reconnu par le gouvernement en 1993, mais n'obtint aucun succès auprès des populations qiang.
Ce système d'écriture comprend 26 lettres romanes. Comme il existe 42 consonnes et 8 voyelles, certaines (22 consonnes et 3 voyelles) sont représentées par des lettres redoublées,.